# Liste der Resolutionen des UN-Sicherheitsrates (2002)
Diese Liste der Resolutionen des UN-Sicherheitsrates nennt die 68 vom Sicherheitsrat der Vereinten Nationen im Jahr 2002 verabschiedeten Resolutionen.
| Nummer | Beschluss vom | Gegenstand | Mission |
| ------ | ------------- | --- | ------- |
| 1387   | 15. Januar    | Situation in Kroatien                                                                                          |         |
| 1388   | 15. Januar    | Situation in Afghanistan                                                                                       |         |
| 1389   | 16. Januar    | Situation in Sierra Leone                                                                                      |         |
| 1390   | 16. Januar    | Situation in Afghanistan                                                                                       |         |
| 1391   | 28. Januar    | Situation im Nahen Osten                                                                                       |         |
| 1392   | 31. Januar    | Situation in Osttimor                                                                                          |         |
| 1393   | 31. Januar    | Situation in Georgien                                                                                          |         |
| 1394   | 27. Februar   | Situation in der Demokratischen Arabischen Republik Sahara                                                     |         |
| 1395   | 27. Februar   | Situation in Liberia                                                                                           |         |
| 1396   | 5. März       | Situation in Bosnien-Herzegowina                                                                               |         |
| 1397   | 12. März      | Situation im Nahen Osten und Palästinenserfrage                                                                |         |
| 1398   | 15. März      | Situation zwischen Eritrea und Äthiopien                                                                       |         |
| 1399   | 19. März      | Situation betreffend die Demokratische Republik Kongo                                                          |         |
| 1400   | 28. März      | Situation in Sierra Leone                                                                                      |         |
| 1401   | 28. März      | Situation in Afghanistan                                                                                       |         |
| 1402   | 30. März      | Situation im Nahen Osten und Palästinenserfrage                                                                |         |
| 1403   | 4. April      | Situation im Nahen Osten und Palästinenserfrage                                                                |         |
| 1404   | 18. April     | Situation in Angola                                                                                            |         |
| 1405   | 19. April     | Situation im Nahen Osten und Palästinenserfrage                                                                |         |
| 1406   | 30. April     | Situation in der Demokratischen Arabischen Republik Sahara                                                     |         |
| 1407   | 3. Mai        | Situation in Somalia                                                                                           |         |
| 1408   | 6. Mai        | Situation in Liberia                                                                                           |         |
| 1409   | 14. Mai       | Situation zwischen Irak und Kuwait                                                                             |         |
| 1410   | 17. Mai       | Situation in Osttimor                                                                                          |         |
| 1411   | 17. Mai       | Internationaler Strafgerichtshof für das ehemalige Jugoslawien und Internationaler Strafgerichtshof für Ruanda |         |
| 1412   | 17. Mai       | Situation in Angola                                                                                            |         |
| 1413   | 23. Mai       | Situation in Afghanistan                                                                                       |         |
| 1414   | 23. Mai       | Aufnahme neuer Mitglieder                                                                                      |         |
| 1415   | 30. Mai       | Die Situation im Nahen Osten                                                                                   |         |
| 1416   | 13. Juni      | Situation in Zypern                                                                                            |         |
| 1417   | 14. Juni      | Situation in der Demokratischen Republik Kongo                                                                 |         |
| 1418   | 21. Juni      | Situation in Bosnien-Herzegowina                                                                               |         |
| 1419   | 26. Juni      | Situation in Afghanistan                                                                                       |         |
| 1420   | 30. Juni      | Situation in Bosnien-Herzegowina                                                                               |         |
| 1421   | 3. Juli       | Situation in Bosnien-Herzegowina                                                                               |         |
| 1422   | 12. Juli      | Friedenstruppen der Vereinten Nationen                                                                         |         |
| 1423   | 12. Juli      | Situation in Bosnien-Herzegowina                                                                               |         |
| 1424   | 12. Juli      | Situation in Kroatien                                                                                          |         |
| 1425   | 22. Juli      | Situation in Somalia                                                                                           |         |
| 1426   | 29. Juli      | Aufnahme neuer Mitglieder                                                                                      |         |
| 1427   | 29. Juli      | Situation in Georgien                                                                                          |         |
| 1428   | 30. Juli      | Situation im Nahen Osten                                                                                       |         |
| 1429   | 30. Juli      | Situation in der Demokratischen Arabischen Republik Sahara                                                     |         |
| 1430   | 14. August    | Situation zwischen Eritrea und Äthiopien                                                                       |         |
| 1431   | 14. August    | Internationaler Strafgerichtshof für Ruanda                                                                    |         |
| 1432   | 15. August    | Situation in Angola                                                                                            |         |
| 1433   | 15. August    | Situation in Angola                                                                                            |         |
| 1434   | 6. September  | Situation zwischen Eritrea und Äthiopien                                                                       |         |
| 1435   | 24. September | Situation im Nahen Osten einschließlich der Palästinenserfrage                                                 |         |
| 1436   | 24. September | Situation in Sierra Leone                                                                                      |         |
| 1437   | 11. Oktober   | Situation in Kroatien                                                                                          |         |
| 1438   | 14. Oktober   | Gefahren für internationalen Frieden und Sicherheit durch terroristische Akte                                  |         |
| 1439   | 18. Oktober   | Situation in Angola                                                                                            |         |
| 1440   | 24. Oktober   | Gefahren für internationalen Frieden und Sicherheit durch terroristische Akte                                  |         |
| 1441   | 8. November   | Situation zwischen Irak und Kuwait                                                                             |         |
| 1442   | 25. November  | Situation in Zypern                                                                                            |         |
| 1443   | 25. November  | Situation zwischen Irak und Kuwait                                                                             |         |
| 1444   | 27. November  | Situation in Afghanistan                                                                                       |         |
| 1445   | 4. Dezember   | Situation betreffend die Demokratische Republik Kongo                                                          |         |
| 1446   | 4. Dezember   | Situation in Sierra Leone                                                                                      |         |
| 1447   | 4. Dezember   | Situation zwischen Irak und Kuwait                                                                             |         |
| 1448   | 9. Dezember   | Situation in Angola                                                                                            |         |
| 1449   | 13. Dezember  | Kandidaten für den Internationalen Strafgerichtshof für Ruanda                                                 |         |
| 1450   | 13. Dezember  | Gefahren für internationalen Frieden und Sicherheit durch terroristische Akte                                  |         |
| 1451   | 17. Dezember  | Situation zwischen Irak und Kuwait                                                                             |         |
| 1452   | 20. Dezember  | Gefahren für internationalen Frieden und Sicherheit durch terroristische Akte                                  |         |
| 1453   | 24. Dezember  | Situation in Afghanistan                                                                                       |         |
| 1454   | 30. Dezember  | Situation zwischen Irak und Kuwait                                                                             |         |